# Diestrammena cuenoti
Diestrammena cuenoti är en insektsart som först beskrevs av Lucien Chopard 1929.  Diestrammena cuenoti ingår i släktet Diestrammena och familjen grottvårtbitare. Inga underarter finns listade i Catalogue of Life.